# Kay Mitchell
Pour les articles homonymes, voir Mitchell.
Kay Mitchell, née le 5 décembre 1941 à Wakefield, dans le Yorkshire de l'Ouest, en Angleterre, est une femme de lettres britannique, auteure de roman policier. Elle signe certains de ses romans du pseudonyme Sarah Lacey.

## Biographie
Après des études de lettres, elle est successivement infirmière et sage-femme. Après la naissance de ses enfants, elle devient créatrice de jouets pour enfants et ouvre sa propre boutique.
Elle se lance dans l'écriture en 1990, quand elle publie son premier roman, Un si joli village (A Lively Form of Death), premier volume « d'une série consacrée à l'inspecteur John Morrissey et à son équipe où elle aborde avec bonheur la procédure policière dans un style qui n'a rien à envier à John Harvey, son contemporain ».

## Œuvre

### Romans signés Kay Mitchell

#### SérieJohn Morrissey
- A Lively Form of Death (1990) Publié en français sous le titre Un si joli village, Paris, Librairie des Champs-Élysées, coll. « Labyrinthes » no 6 (1997)  (ISBN 2-7024-9549-4)
- In Stony Places (1991) Publié en français sous le titre En des lieux désolés, Paris, Librairie des Champs-Élysées, coll. « Labyrinthes » no 7 (1997)  (ISBN 2-7024-2720-0)
- Roots of Evil (1993) (autre titre A Strange Desire) Publié en français sous le titre Une étrange ambition, Paris, Librairie des Champs-Élysées, coll. « Labyrinthes » no 8 (1997)  (ISBN 2-7024-9552-4)
- A Portion for Foxes (1995) Publié en français sous le titre À jeter aux chiens, Paris, Librairie des Champs-Élysées, coll. « Labyrinthes » no 20 (1997)  (ISBN 2-7024-9562-1)
- A Rage of Innocents (1997) Publié en français sous le titre Aux innocents, la colère, Pars, Librairie des Champs-Élysées, coll. « Labyrinthes » no 31 (1998)  (ISBN 2-7024-9579-6)

### Romans signés Sarah Lacey

#### SérieLeah Hunter
- File Under: Deceased (1992)
- File Under: Missing (1993)
- File Under: Arson (1994)
- File Under: Jeopardy (1995)
- File under: Justice (1998)

## Sources
: document utilisé comme source pour la rédaction de cet article.
- Claude Mesplède (dir.), Dictionnaire des littératures policières, vol. 2 : J - Z, Nantes, Joseph K, coll. « Temps noir », 2007, 1086 p. (ISBN 978-2-910-68645-1, OCLC 315873361), p. 368-369.